# Rimantas Stankevičius
Rimantas Antanas Stankevičius (Marijampolė, 26 luglio 1944 – Salgareda, 9 settembre 1990) è stato un aviatore e astronauta lituano, collaudatore dell'equivalente sovietico dello Space Shuttle, la navetta Buran.

## La carriera
Nel 1966 si diplomò alla Scuola Superiore d'Aviazione di Chernigov. Successivamente servì come pilota sovietico in Germania, Egitto e Turchia.
Nel 1975 Stankevičius divenne un pilota collaudatore, partecipò al test di collaudo del MiG-29 e volò su 57 diversi tipi di aerei accumulando oltre 4 000 ore di volo. Nel 1982 gli fu elargito il grado di collaudatore di prima categoria.
Dopo il settembre 1984 completò l'addestramento per volare sul Buran. Rimantas completò 14 test sulla navetta gemella del Buran e 6 test di rullaggio con il Buran, coprendo nei voli sia il ruolo di pilota che quello di comandante.

## L'incidente

Il Sukhoi Su-27 precipitato a Salgareda, fotografato a Rivolto il giorno prima della tragedia.

Esattamente un mese prima, il 9 agosto 1990, era arrivato a Salgareda il pilota che avrebbe dovuto presentare il Sukhoi in volo: Leonid Lobas. L'obiettivo era visitare il luogo dell'esibizione per prepararla al meglio. La sorte ha voluto che quel mattino Mario Ferrari avesse programmato un volo sul suo North American T-6 Texan (marche I-TSEI) che egli stesso aveva riportato alle condizioni di volo. Lobas venne invitato a salire sul posto posteriore per una perlustrazione aerea della zona. Durante il volo Ferrari eseguì un tonneau a bassa quota. Durante la fase rovescia il T-6 perse qualche metro e la semiala destra andò a sbattere contro un camino di una casa vicina. L'impatto al suolo provocò la morte dello stesso Ferrari, mentre Lobas venne estratto in gravi condizioni, portato all'ospedale di Treviso e operato. Assistette come spettatore all'esibizione del 9 settembre. Mario Ferrari era stato il primo italiano a riportare in volo un T-6 e faceva parte dell'equipaggio del "Lyra 15" precipitato in Congo.
Rimantas Stankevicius aveva appena partecipato all'Everett Air Show, sempre pilotando un Sukhoi Su-27, quando venne incaricato di sostituire Lobas. Arrivò a Rivolto del Friuli qualche giorno prima dell'esibizione direttamente da Mosca senza scali né rifornimenti in volo.
Durante il volo, però, a seguito di un involontario impatto col terreno durante un looping a bassa quota (molto probabilmente dovuto alla scarsa conoscenza della zona circostante, che lo portò a calcolare male la sommità del looping) si schiantò sul terreno, decidendo eroicamente di non eiettarsi - e quindi lasciare l'aereo impattare sulla folla - ma di rimanere a bordo e cercare di causare meno danni possibile, fino al momento dell'impatto.
Prima di decollare scrisse un testo in francese che lo speaker, comandante Massimo Piovesan, tradusse e lesse agli spettatori in italiano:
(Rimantas Stankevičius)
Stankevicius è sepolto a Kaunas, in Lituania.